# Melbourne (Derbyshire)
Melbourne ist eine Stadt und eine Verwaltungseinheit im District South Derbyshire in der Grafschaft Derbyshire, England. Melbourne ist 11,5 km von Derby entfernt. Im Jahr 2001 hatte sie 4308 Einwohner. Melbourne wurde 1086 im Domesday Book als Milebvrne erwähnt.

## Persönlichkeiten
- Thomas Cook (1808–1892), baptistischer Geistlicher und Gründer des gleichnamigen Reiseunternehmens
- Peter Kerr, 12. Marquess of Lothian (1922–2004), Peer und Politiker